# Raymond Le Sénéchal
Raymond Le Sénéchal (* 1. März 1930 in Rouen; † 30. Mai 1978 in Paris) ist ein französischer Jazzpianist und Vibraphonist,  der sich in späteren Jahren vor allem als Filmkomponist betätigte.

## Leben und Wirken
Le Sénéchal hatte 1948 als Schüler ein eigenes Trio mit Jo Ricotta (Bass) und Jack Thomas (Schlagzeug), mit dem er den Standard „I’ll Remember April“ für Blue Star einspielte. 1949 trat er mit Coleman Hawkins und Buck Clayton auf. In den 50ern arbeitete er u. a. mit Bernard Hulin, Errol Parker, André Hodeir, Django Reinhardt („Fine and Dandy“) sowie mit Dizzy Gillespie und dem Orchester Tony Proteau. Sein Debütalbum Raymond Le Senechal Sextette nahm er 1953 für Disques Vogue auf; in seiner Band spielten Francis Weisc (Klarinette), Fats Sadi, Sacha Distel, Marcel Dutrieux (Bass) und Baptiste „Mac Kac“ Reilles (Schlagzeug). In den folgenden Jahren spielte er in der Géo Daly Big Band (1955) und wirkte 1961 mit Sacha Distel, Bernard Hulin, Pierre Michelot und Kenny Clarke am Soundtrack des Episodenfilms Die sieben Todsünden (Les sept péchés capitaux) (Regie Philippe de Broca/Claude Chabrol/Jean-Luc Godard und weitere) mit. Mitte der 60er gehörte er den Formation Guitars Unlimited an. Im Bereich des Jazz war er zwischen 1948 und 1974 an 37 Aufnahmesessions beteiligt.
Bereits 1962 arrangierte er Filmmusik für den Film Phaedra von Jules Dassin; ab 1967 begann er vermehrt als Filmkomponist zu arbeiten. Er schrieb u. a. den Soundtrack von  Ein Schloß in Schweden (1963, Regie Roger Vadim), Monsieur geht fremd (1964, Regie Robert Thomas), Lebe das Leben von Claude Lelouch und Der Ball des Comte d'Orgel (1970, Regie Marc Allégret).